# For Your Entertainment
Albums de Adam Lambert
Trespassing
(2012)
For Your Entertainment est le premier album studio du chanteur américain Adam Lambert, sorti le 23 novembre 2009 après la huitième saison d’American Idol, incluant ses pistes les plus connues : For Your Entertainment, Whataya Want from Me, If I Had You et Fever.
For Your Entertainment est aussi le premier single du chanteur.

## Présentation
Immédiatement après sa participation à American Idol, Lambert a commencé à écrire et enregistrer avec des artistes tels que Lady Gaga, Greg Wells, Max Martin, Linda Perry, RedOne, Ryan Tedder, Evan Kidd Bogart, Sam Sparro, Kara DioGuardi, Rivers Cuomo et Pink.
Adam a également annoncé sur son Twitter qu’il avait surtout travaillé cet album avec Lady Gaga,

« Oui c’est vrai, j’ai passé beaucoup de temps dans les studios avec l’incroyable et talentueuse chanteuse Lady Gaga ! Elle m’a écrit une chanson, qu’est ce que je l’aime ! »

Lambert a entrepris au printemps 2010 une série d’entrevues en Europe et en Asie pour promouvoir la sortie de son album à l’international.
En 2010, Adam Lambert a reçu le prix du GLAAD Media Award et a été nommé comme l’« Artiste de rock homosexuel exceptionnel » pour l’album For Your Entertainment lors de la 21e GLAAD Media Awards.

### Réception critiques
Les critiques de ce premier album ont été généralement positives.
————————Voir Notation des critiques———————————→

## Performances
L’album s’est vendu à 198 000 exemplaires lors de sa première semaine de sortie au Royaume-Uni, et a été no 3 au Billboard 200. En septembre 2010, 735 000 albums ont été vendus aux États-Unis.
| Palmarès                | Position | Référence |
| ----------------------- | -------- | --------- |
| ARIA Charts             | 14       | [ 14 ]    |
| Album Top 50 KW 39      | 16       | [ 15 ]    |
| Ö3 Austria Top 40       | 22       | [ 16 ]    |
| Belgium Ultratop Albums | 56       | [ 17 ]    |
| Canadian Albums Chart   | 7        | [ 18 ]    |
| Danish Album Chart      | 30       | [ 19 ]    |
| Finnish Albums Chart    | 4        | [ 20 ]    |
| IFPI Greece             | 5        | [ 21 ]    |
| MAHASZ                  | 22       | [ 22 ]    |
| Irish Albums Chart      | 60       | [ 23 ]    |
| FIMI                    | 65       | [ 24 ]    |
| RIANZ                   | 5        | [ 25 ]    |
| Dutch Album Chart       | 25       | [ 26 ]    |
| Sverigetopplistan       | 8        | [ 27 ]    |
| Swiss Albums Chart      | 34       | [ 28 ]    |
| UK Albums Chart         | 36       | [ 29 ]    |
| Billboard 200           | 3        | [ 30 ]    |

## The Glam Nation World Tour
Pour cet album, Adam Lambert a réalisé une tournée incluant plus de 100 concerts à travers le monde intitulée The Glam Nation Tour ; comprenant l'Amérique du Nord, l'Asie, l'Australasie et l'Europe, avant de terminer avec deux spectacles à Los Angeles, (Californie), pour finaliser sa tournée. Celle-ci a commencé au Palais des Sports de Wilkes-Barre, en Pennsylvanie. Les ouvertures des premiers concerts d'Adam aux États-Unis ont été assurées par Allison Iraheta et Orianthi.

## Chansons
L’album d’Adam Lambert comporte les chansons suivantes.
| No  | Titre                  | Durée |
| --- | ---------------------- | ----- |
| 1.  | Music Again            | 3:16  |
| 2.  | For Your Entertainment | 3:35  |
| 3.  | Whataya Want from Me   | 3:47  |
| 4.  | Strut                  | 3:30  |
| 5.  | Soaked                 | 4:33  |
| 6.  | Sure Fire Winners      | 3:33  |
| 7.  | A Loaded Smile         | 4:04  |
| 8.  | If I Had You           | 3:48  |
| 9.  | Pick U Up              | 4:00  |
| 10. | Fever                  | 3:26  |
| 11. | Sleepwalker            | 4:25  |
| 12. | Aftermath              | 4:26  |
| 13. | Broken Open            | 5:11  |

Lambert a sorti quelque temps après une nouvelle version de son premier album avec des pistes supplémentaires.
| No  | Titre                | Durée |
| --- | -------------------- | ----- |
| 14. | Time For Miracles    | 4:43  |
| 15. | Master Plan          | 3:13  |
| 16. | Down The Rabbit Hole | 4:06  |
| 17. | Voodoo               | 3:13  |
| 18. | Can't Let You Go     | 4:14  |

## Dates de sorties
| Pays        | Date              | Label       | Formats              |
| ----------- | ----------------- | ----------- | -------------------- |
| Royaume-Uni | 20 novembre 2009  | RCA Records | Digital Download     |
| États-Unis  | 23 novembre 2009  | RCA Records | CD, Digital download |
| Canada      | 23 novembre 2009  | Sony Music  | CD, Digital download |
| Philippines | 23 novembre 2009  | Sony Music  | CD                   |
| Brésil      | 28 janvier 2010   | Sony Music  | CD                   |
| Australie   | 5 mars 2010       | Sony Music  | CD, Digital download |
| Japon       | 10 mars 2010      | Sony Music  | CD, Digital download |
| Argentine   | 13 avril 2010     | Sony Music  | CD                   |
| Finlande    | 1er mai 2010      | Sony Music  | CD                   |
| Royaume-Uni | 3 mai 2010        | RCA Records | CD                   |
| Italie      | 1er juin 2010     | RCA Records | CD, Digital download |
| Japon       | 22 septembre 2010 | Sony Music  | CD+DVD               |
| Australie   | 1er octobre 2010  | Sony Music  | CD+DVD               |
| Royaume-Uni | 25 octobre 2010   | Sony Music  | CD+DVD               |